# Dōtonbori
Dōtonbori (道頓堀?) è un'area commerciale e turistica nella zona di Namba, importante circondario per gli acquisti e i trasporti nell'area chiamata Minami di Osaka, in Giappone. Si tratta principalmente di un canale e dell'omonima strada che vi scorre in parallelo. Famosa per la sua vita notturna, Dōtonbori è una delle mete turistiche più popolari di Osaka e del Paese. Vi sono numerosi bar e ristoranti famosi, alcuni dei quali attirano i clienti con immense insegne meccanizzate e illuminate al neon, tra cui il famoso granchio gigante del ristorante Kani Doraku e l'atleta di Glico, simboli della zona.

## Storia
Alcune testimonianze storiche di Dōtonbori si trovano già nel 1612 quando un imprenditore locale, Yasui Dōton, iniziò l'espansione del piccolo fiume Umezu (che scorreva da est verso ovest), nella speranza di aumentare il commercio nella regione creando un canale che collegava le due sponde del fiume Yokobori. Il progetto di Dōton fu interrotto quando morì difendendo Toyotomi Hideyori nell'assedio di Osaka, ma i suoi cugini portarono a termine il canale nel 1615. Il nuovo padrone del castello di Osaka, Tadaki Matsudaira, chiamò il canale e il viale accanto Dōtonbori (bori da hori, che significa "canale") in onore di Dōton, malgrado questi fosse stato sconfitto durante l'assedio.
Nel 1621, lo shogunato Tokugawa istituì una pianificazione urbanistica che designò Dōtonbori come il quartiere dei divertimenti a Osaka. Nel 1662 lungo il viale si trovavano sei teatri kabuki e cinque teatri bunraku. Vennero aperti inoltre numerosi ristoranti e caffè per soddisfare le esigenze dei numerosi turisti che visitavano la zona.
Nel corso degli anni l'interesse per le forme tradizionali di intrattenimento ebbe un calo, e ciò portò alla chiusura della maggior parte delle attrazioni originali di Dōtonbori. Le cinque sale originali rimanenti furono bombardate e distrutte durante la seconda guerra mondiale.

## Ristoranti

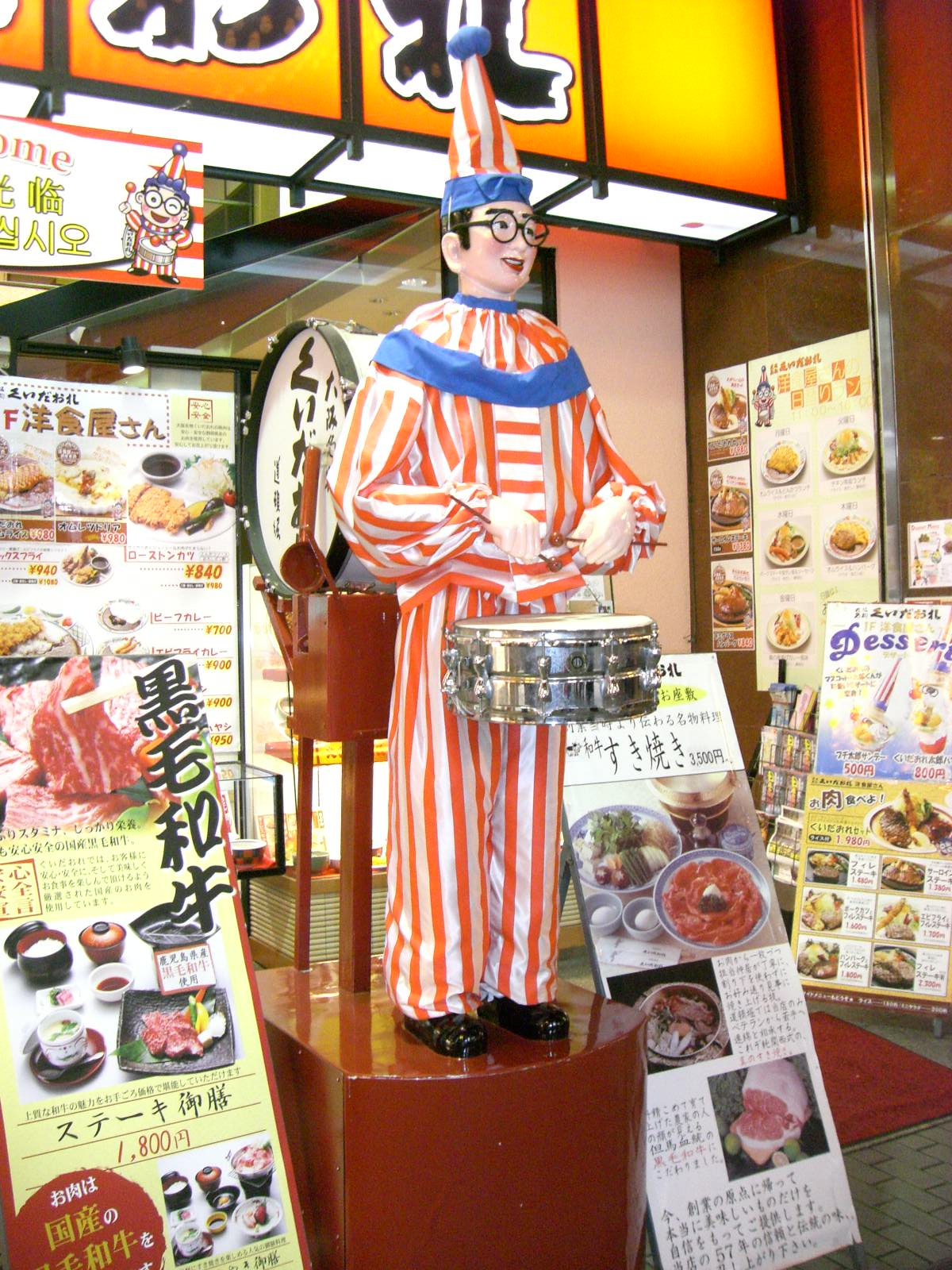
Taro Kuidaore

Un'insegna a forma di pesce palla gigante a Dōtonbori

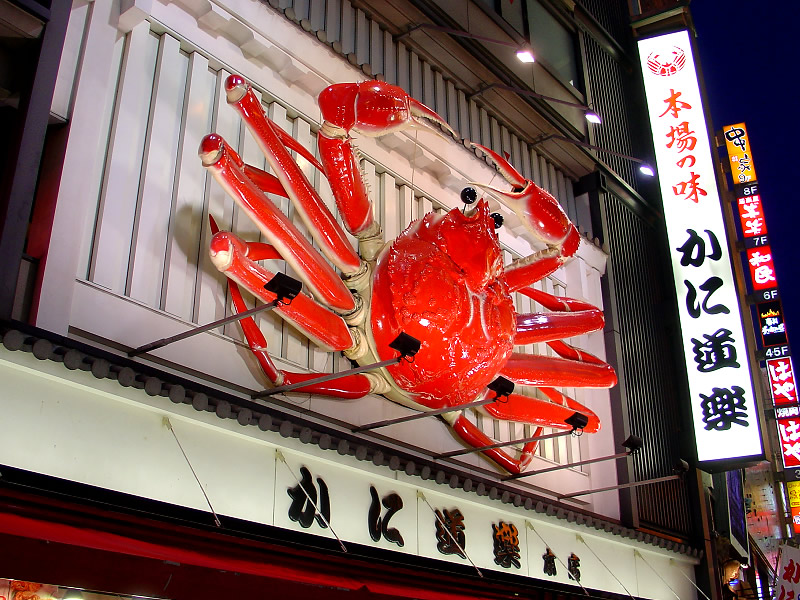
Il granchio gigante del Kani Doraku

Osaka è nota per il cibo, e Dōtonbori ne è la principale destinazione, sempre citata nelle guide per turisti nazionali e stranieri. La cucina regionale di Osaka comprende okonomiyaki, takoyaki, udon, sushi e altri piatti giapponesi tradizionali.
Un altro piatto tradizionale della cucina giapponese che si può trovare nel quartiere Dōtonbori è il fugu. Si tratta del pesce palla, un pesce velenoso e potenzialmente letale che, se preparato correttamente risulta essere delizioso, viene servito in molti dei ristoranti come una specialità. La maggior parte dei ristoranti che servono il fugu hanno come insegna un pesce palla gigante fuori dal loro ristorante.

### Kuidaore
Kuidaore (食い倒れ?) è una parola giapponese che significa approssimativamente "rovinare se stessi con la stravaganza del cibo". A volte è romanizzata come cuidaore o kuiadore, e fa parte di un famoso proverbio: "Vestiti [con il kimono] a Kyoto a sazietà, mangia a Osaka a sazietà" (京の着倒れ,大阪の食い倒れ?, Kyō no kidaore, Ōsaka no kuidaore).
La parola è associata a Dōtonbori, ed è spesso usata nelle guide turistiche e nelle pubblicità. Lo si può vedere nei nomi delle diverse località del quartiere, come la mascotte Taro Kuidaore del ristorante "Cui-daore".

### Ristoranti noti
- Kinryu Ramen: Ci sono tre ristoranti Kinryu Ramen a Dōtonbori, due in ciascuna estremità della strada e uno al centro. La catena si distingue per i tridimensionali e cartelloni pubblicitari giganti rappresentanti dei draghi cinesi, ed anche perché il pavimento interno è costituito da tatami. A differenza di molti ristoranti giapponesi, Kinryu Ramen è aperto 24 ore su 24.
- Kani Doraku: Un ristorante facilmente identificabile dall'enorme cartellone meccanico raffigurante un granchio.
- Otakoya: Un popolare stand di takoyaki.
- Zubora-ya: Un ristorante di fugu con una grande lanterna appesa davanti.
- Dotonbori Ramen Taishokudo: Un ristorante di ramen formato da otto famosi negozi di ramen da tutto il Giappone.
- Hariju: Un ristorante di carni bovine dal 1924. Utilizzano solo carne di manzo giapponese.
- Kuidaore: Ristorante di otto piani, dove in ogni piano era presente una cucina diversa. Ha cessato le attività nel 2008[7].

## Monumenti e luoghi d'interesse
- Glico Man: Originariamente installata nel 1935, è una gigantesca insegna luminosa che raffigura un atleta mentre corre su una pista blu; è il simbolo della Ezaki Glico, la ditta famosa per i "mikado" (bastoncini di biscotto ricoperti di cioccolato tranne che sul manico). L'insegna è stato modificata in diverse occasioni per festeggiare eventi come la Coppa del Mondo e per mostrare il sostegno per la squadra di baseball di Osaka, gli Hanshin Tigers[2]. Nel 2014 la luci al neon sono state rimpiazzate dai LED[8].
- Taro Kuidaore: Inizialmente installato nel 1950 di fronte al ristorante Cui-daore[2], il famoso clown meccanico che suona un tamburo è stato spostato all'entrata di un complesso commerciale dal vicino ristorante di fronte al quale si trovava, dopo la chiusura di quest'ultimo[7].
- Kani Doraku: Sopra all'entrata del ristorante Kani Doraku, specializzato in piatti a base di granchio, si può ammirare un enorme pupazzo sospeso avente la forma di un granchio, in grado di muovere meccanicamente le chele. Costruito nel 1960, ha generato vari tentativi di imitazione come un calamaro gigante che sbuffa vapore e degli oni che si illuminano la notte[2].

### Ponti

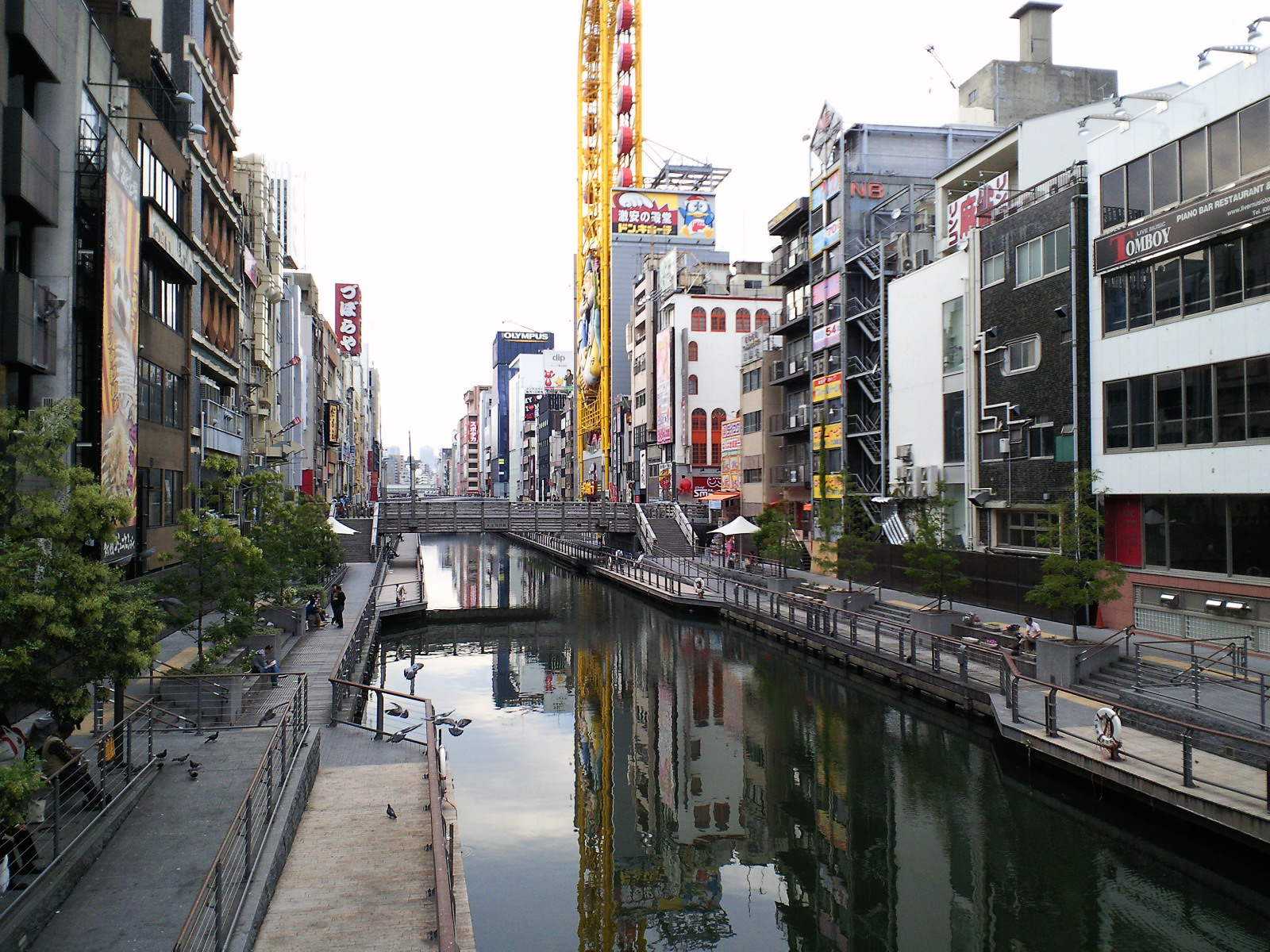
Il canale Dōtonbori

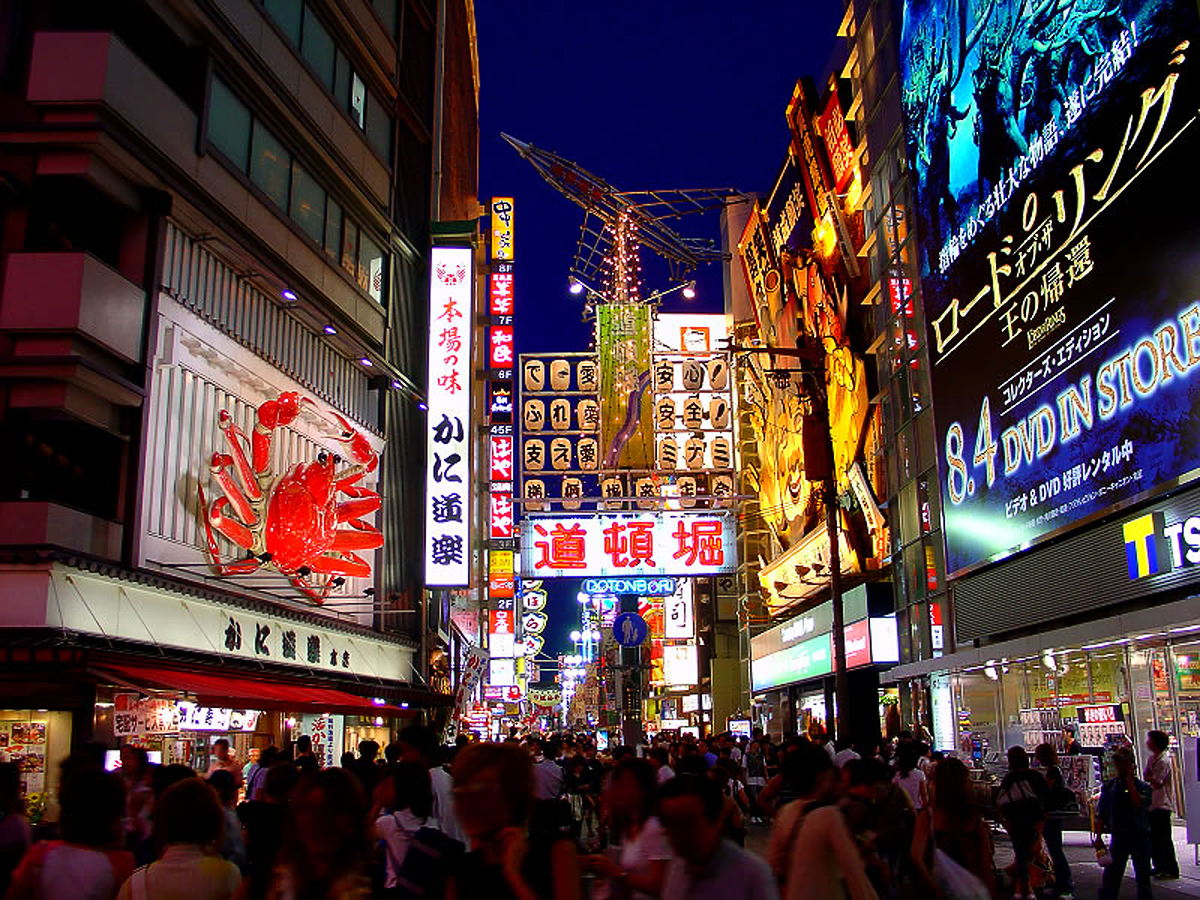
Folla di turisti a Dōtonbori

I veicoli a motore attraversano il canale sui ponti Dōtonboribashi da una parte e Nipponbashi dall'altra, passando dall'area ovest all'area est della zona principale di Dōtonbori. Nel mezzo si trovano importanti collegamenti pedonali che uniscono il quartiere Namba e il quartiere dello shopping Shinsaibashi a Dōtonbori, come Tazaemonbashi e Aiaibashi.

#### Ebisu-bashi
Situato appena sotto l'insegna dell'atleta di Glico, Ebisubashi, fu originariamente costruito per fornire l'accesso al vicino santuario di Ebisu. Il ponte è al centro di una leggenda metropolitana riguardante una maledizione di cui sarebbe afflitta la squadra di baseball di Ōsaka, gli Hanshin Tigers. Tuttavia, il ponte è un collegamento importante tra i quartieri dello shopping Shinsaibashi-suji ed Ebisubashi-suji.
Grazie alla popolarità dell'atleta di Glico, Ebisubashi è famoso per essere un punto di ritrovo per giovani seduttori, da qui i suoi soprannomi, nanpa-bashi, usato soprattutto dagli stranieri, e hikkake-bashi ("il ponte per rimorchiare"), per lo più usato dai giapponesi del posto.